# Euphaedra nigrobasalis
Euphaedra nigrobasalis är en fjärilsart som beskrevs av James John Joicey och Talbot. Euphaedra nigrobasalis ingår i släktet Euphaedra och familjen praktfjärilar. Inga underarter finns listade i Catalogue of Life.